# Радотина
Ра́дотина (болг. Радотина) — село в Софійській області Болгарії. Входить до складу общини Ботевград.

## Населення
За даними перепису населення 2011 року у селі проживала 171 особа.
Національний склад населення села:
| Національність   | Кількість осіб | Відсоток |
| ---------------- | -------------- | -------- |
| болгари          | 160            | 94,1%    |
| турки            | 0              | 0%       |
| інша             | 0              | 0%       |
| не визначились   | 3              | 1,8%     |
| Всього відповіли | 170            |          |

Розподіл населення за віком у 2011 році:
Динаміка населення: